# Charles d'Albert du Chesne
Charles-Antoine d'Albert du Chesne (ou du Chaine), marquis de Fox-Amphoux, dit le « chevalier d'Albert » puis le « marquis du Chesne », né le 2 avril 1686 à Aix-en-Provence et mort le 10 février 1751 à Paris, est un officier de marine des XVIIe et XVIIIe siècles. Il termine sa carrière avec le grade de chef d'escadre.

## Biographie

### Origines et jeunesse
Charles, Marquis d'Albert descend de la Maison d'Albert, l’une des plus importantes familles de robe provençale, dont on connait la filiation depuis la fin du XVe siècle. Elle porte : de gueules à trois croissants d’or. Il est le deuxième fils d'Antoine d'Albert du Chesne, marquis de Fos, Avocat général, puis Président à Mortier au Parlement d'Aix, et de Marguerite de Guidi (ou Guidy). Ses parents se marient le 22 octobre 1675.
Il naît à Aix-en-Provence le 2 avril 1686. Baptisé le même jour en l’église Saint-Sauveur, il a pour parrain Antoine de Margailhet, seigneur de Luynes, conseiller en la cour des comptes, et pour marraine Marguerite de Bonnet.

### Carrière dans la Marine royale
En 1703, il passe dans la Marine du Roi. Il intègre une compagnie de gardes de la marine. Promu sous-brigadier en 1705, il est nommé enseigne de vaisseau en septembre 1707. Il participe aux diverses opérations navales et terrestres de la guerre de Succession d'Espagne. En 1714, il est employé dans l'artillerie, sous les ordres du maréchal de Berwick, lors du siège de Barcelone, au cours duquel il reçoit une blessure au visage. Son frère aîné, Dominique d'Albert du Chesne (1682-1718), marquis de Fos, meurt en 1718 à l'âge de 35 ans. Son père meurt à son tour l'année suivante, en 1719.
La paix revenue, il travaille pour le compte de la Compagnie des Indes, y reste trois années, puis il est nommé lieutenant de vaisseau en 1727. En 1728, il reprend du service dans la Royale et participe au bombardement de Tripoli. Il reçoit son brevet de capitaine de vaisseau le 30 septembre 1731. En 1733, lors de la guerre entre la France et l'Autriche, il obtient le commandement de L'Aquilon, vaisseau de 44 canons. Il croise alors dans les eaux de la République de Venise et dans ses possessions, afin de la contraindre à conserver sa neutralité.
Peu de temps après, en mars 1734, le chevalier d'Albert est nommé à la direction du dépôt des cartes et plans de la Marine. Il n'accepte cette nomination qu'à condition d'être employé à la mer, en service actif. Il commande successivement, l’Alcyon (56 canons), l’Éole (64 canons), le Saint-Esprit (70 canons). En mars 1736, il est reçu en tant qu'associé-libre à l'académie royale des sciences.
À partir de 1746, les circonstances familiales le laissent principal héritier de sa maison. Il se marie (mais sans doute pas pour fonder une famille puisque son épouse est âgée de presque 38 ans) et contracte, le 27 mai 1746 à Paris, une union avec Chrétienne Boisset d'Arville et se fait dorénavant appeler par son titre de marquis.
Il est promu chef d'escadre en octobre 1747. Il reçoit peu après le commandement du vaisseau de 74 canons le Magnanime. Il est chargé, en janvier 1748, avec deux autres unités de guerre, d'escorter un petit convoi qui embarque des renforts pour les Indes orientales françaises. Son vaisseau ayant été séparé du groupe par une tempête et ayant perdu une partie de sa mature, il rentre sur Brest où il est intercepté par l'escadre de Hawke. Contraint de livrer un combat inégal contre deux vaisseaux anglais, il est capturé le 12 janvier. C'est l'un des derniers combats navals de la guerre de Succession d'Autriche.
Fait prisonnier, il est libéré la paix revenue et se retire du service actif sur ses terres de Provence. Il meurt d'apoplexie à Paris, le 11 février 1751, à l'âge de 65 ans.
D'Albert a assuré la direction du dépôt de la Marine de mars 1734 à janvier 1750. Il a succédé à ce poste à Louis Charles de la Blandinière, et a été le prédécesseur de La Galissonnière.

### Sources et bibliographie
: document utilisé comme source pour la rédaction de cet article.
- Jean-Paul Grandjean de Fouchy, Éloge de M. le marquis d'Albert, dans Histoire de l'Académie royale des sciences - Année 1751, Imprimerie royale, Paris, 1755, p. 195-202 (lire en ligne)
- Michel Vergé-Franceschi, Les officiers généraux de la marine royale:1715-1774. Le littoral, l'intérieur sur Google Livres, Librairie de l'Inde, 1990 - 475 pages, p. 23
- Théophraste Renaudot, Gazette de France sur Google Livres, volume 1, page 13
- Gabriel Monod, Charles Bémont, Sébastien Charléty, Pierre Renouvin, Revue historique, volume 273, no 553 à 554, Presses universitaires de France, 1985, page 139
- Michel Vergé-Franceschi (dir.), Dictionnaire d'Histoire maritime, éditions Robert Laffont, coll. « Bouquins », 2002
- Étienne Taillemite, Dictionnaire des marins français, Tallandier, 2002, 576 p. (ISBN 978-2-84734-008-2), p. 9.
- Onésime Troude, Batailles navales de la France, t. 1, Paris, Challamel aîné, 1867-1868, 453 p. (lire en ligne)
- Georges Lacour-Gayet, La Marine militaire de la France sous le règne de Louis XV, Honoré Champion éditeur, 1902, édition revue et augmentée en 1910 (lire en ligne)